# 阿拉尔 (玛纳斯区)
阿拉尔是吉尔吉斯斯坦塔拉斯州玛纳斯区下辖的一个村。根据2009年吉尔吉斯共和国人口普查，全村人口为1,665人。